# 三城誠子
三城 誠子（みつしろ せいこ）は、日本のイラストレーターで実業家。株式会社明日絵代表取締役。

## 経歴
岡山県倉敷市に生まれる。中学の時にレタリングが得意な教員の影響を受け、東京デザイナースクールの通信教育でレタリングを学ぶ。
高校の時に「アンノン族」という単独もしくは少人数で旅行する若い女性が現れ、倉敷美観地区が観光ブームになったことから、若い女性が好むお土産品の商品開発に携わりイラストを描き始める。
京都精華大学卒業後は、京都でフリーランスのグラフィックデザイナーとして冊子のデザイン・編集や商品開発に携わり、1994年に倉敷において株式会社明日絵を設立。官公庁を主にしたデザインや印刷、プランニングを手掛ける。
旧川上村（現：真庭市）の道の駅「風の家」、香りの館「ハービル」などの施設のコンセプトメイキング、基本設計、イベントなど手掛ける。旧勝田町（現：美作市）のトム・ソーヤー冒険村の施設は、コンセプトメイキングから設計まで手掛け、『トム・ソーヤーの冒険』の原作者マーク・トウェインの故郷のミズーリ州ハンニバルを小中学生だった二人の娘と訪れ、旧勝田町との国際交流を成功させる。
1999年に新庄村でのイベントに当時阪神タイガース選手の新庄剛志を招聘したことがきっかけで、少女漫画『キャンディ♡キャンディ』の作画担当者であるいがらしゆみこと出会い、2000年5月に倉敷美観地区にいがらしゆみこ美術館を開館させた。併せて社屋を併設。
2010年に倉敷を舞台にした小説『倉敷物語―はちまん』を刊行した。
2022年に実写版映画『倉敷物語はちまん』（前編）を製作。併せてスピンオフ「時空を超えた大冒険『はちまんとコロナ』」の映画も製作する。

## フィルモグラフィー
- 黒木キャンプ場
- 倉敷物語はちまん（前編、2022年）
- 時空を超えた大冒険「はちまんとコロナ」（2022年）

## 著書
- 『倉敷物語―はちまん』日本地域社会研究所、2010年8月